# Разум и чувства (саундтрек)
Ра́зум и чу́вства (саундтрек) (англ. Sense and Sensibility (soundtrack)) — альбом оригинальных саундтреков, выпущенный в 1995 году. Содержит треки из кинофильма «Разум и чувства» 1995 года. Композитором выступил Патрик Дойл. Общая длительность треков составила 42 минуты 41 секунду.
Альбом был номинирован на премию BAFTA за лучшую музыку к фильму, но уступил киноленте «Почтальон», автором музыки к которой выступил Луис Бакалов, а также на премию «Оскар» за лучшую музыку к фильму, но и здесь его обошёл «Почтальон» Бакалова.

## Список композиций
| №   | Название                         | Длительность |
| --- | -------------------------------- | ------------ |
| 1.  | «Weep You No More Sad Fountains» | 3:05         |
| 2.  | «A Particular Sum»               | 1:15         |
| 3.  | «My Father's Favorite»           | 5:27         |
| 4.  | «Preying Penniless Woman»        | 1:32         |
| 5.  | «Devonshire»                     | 1:04         |
| 6.  | «Not A Beau For Miles»           | 1:57         |
| 7.  | «All The Better For Her»         | 1:17         |
| 8.  | «Felicity»                       | 1:22         |
| 9.  | «Patience»                       | 1:42         |
| 10. | «Grant Me An Interview»          | 1:05         |
| 11. | «All The Delights Of The Season» | 1:14         |
| 12. | «Steam Engine»                   | 1:19         |
| 13. | «Willoughby»                     | 1:39         |
| 14. | «Miss Grey»                      | 2:21         |
| 15. | «Excellent Notion»               | 1:39         |
| 16. | «Leaving London»                 | 2:12         |
| 17. | «Combe Magna»                    | 2:59         |
| 18. | «To Die For Love»                | 2:55         |
| 19. | «There Is Nothing Lost»          | 0:59         |
| 20. | «Throw The Coins»                | 3:08         |
| 21. | «The Dreame»                     | 2:30         |